# Baldellia ranunculoides
Baldellia ranunculoides — вид квіткових рослин з родини частухових (Alismataceae). Вид поширений у Європі та Середземномор'ї: Албанія, Алжир, Бельгія, Хорватія, Кіпр, Данія, Франція (у т. ч. Корсика), Німеччина, Греція (у т. ч. Східно-Егейські о-ви), Ірландія, Італія (у т. ч. Сардинія), Чорногорія , Марокко, Нідерланди, Португалія (у т. ч. Азорські острови), Іспанія (у т. ч. Канарські острови, Балеарські острови), Швеція, Швейцарія, Туніс, Туреччина (європейська та азійська), Велика Британія; вимер у Польщі, Словенії й на Сицилії.

## Морфологічний опис
Baldellia ranunculoides — це водна рослина, яка дає прямовисні квітконосні стебла, що піднімаються до 10 сантиметрів над поверхнею води. Кожне квітконосне стебло несе одну або дві парасольки з до п'яти квіток у кожній, і часто лише одну квітку. Кожна квітка має 10–15 міліметрів у діаметрі та має три пелюстки. Пелюстки віночка білі або світло-рожеві. Плоди — сім'янки яйцюватої форми діаметром 2—3.5 мм, вигнуті, ребристі.

## Екологія
Вид зазвичай зустрічається вздовж околиць неглибоких мезооліготрофних озер, ставків, водосховищ і басейнів, на берегах повільних струмків, у болотах, солонуватих дюнах і болотистих місцевостях.

## Загрози й статуси
Знищення середовища існування, антропогенне порушення, гідрологічні зміни та зміни якості води та субстрату є найбільш серйозними загрозами для виду.
Вид під критичною загрозою в Хорватії, Італії та Швейцарії; вид під загрозою в Бельгії, Німеччині, Нідерландах і Швеції; вид уразливий в Албанії; вид близький до загрозливого стану в Данії, на Балеарських островах (Іспанія) і Великобританії. У Франції охороняється на рівні департаментів Верхня Нормандія, Шампань-Арденни, Бургундія, Франш-Конте та Іль-де-Франс.

## Галерея

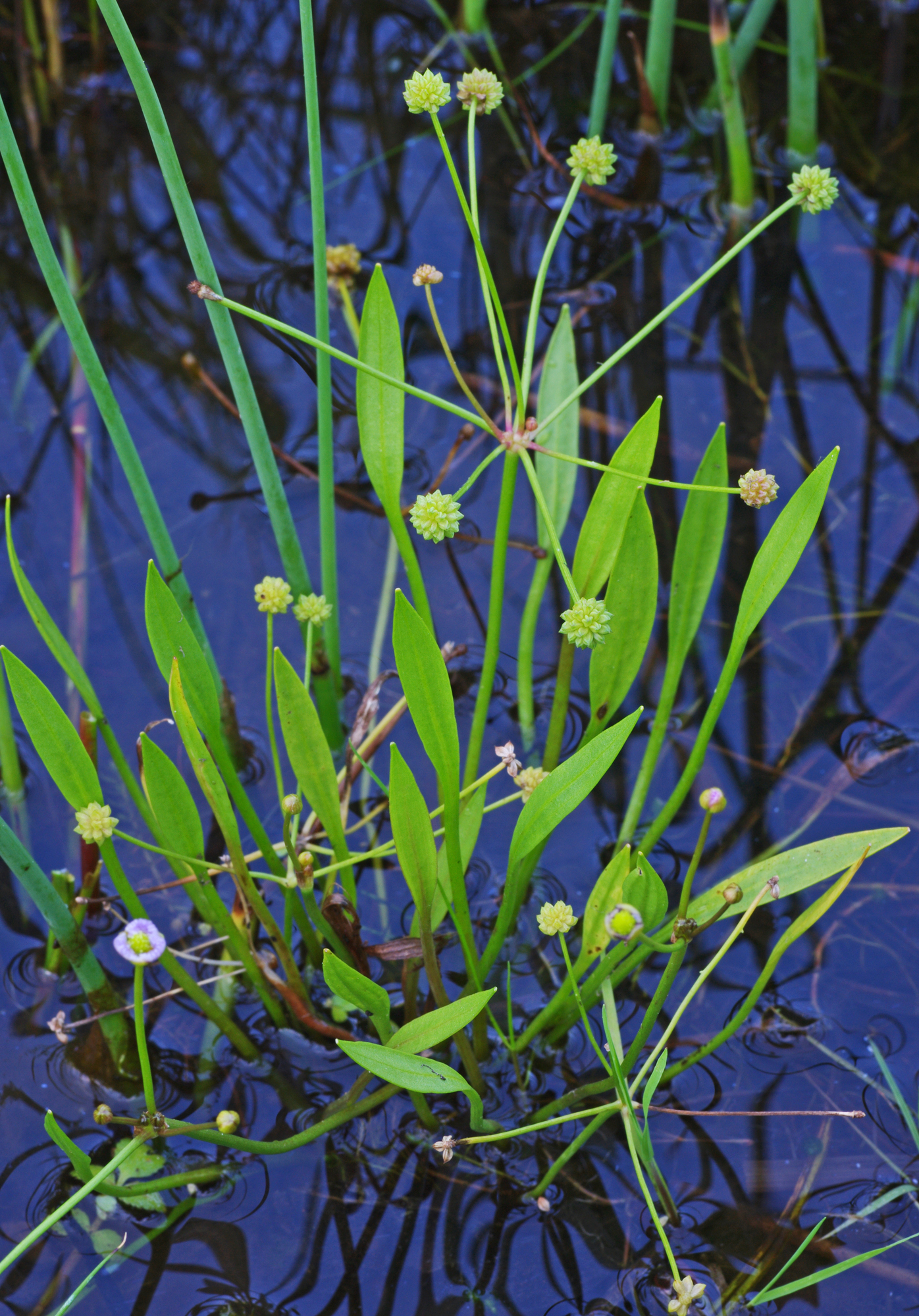
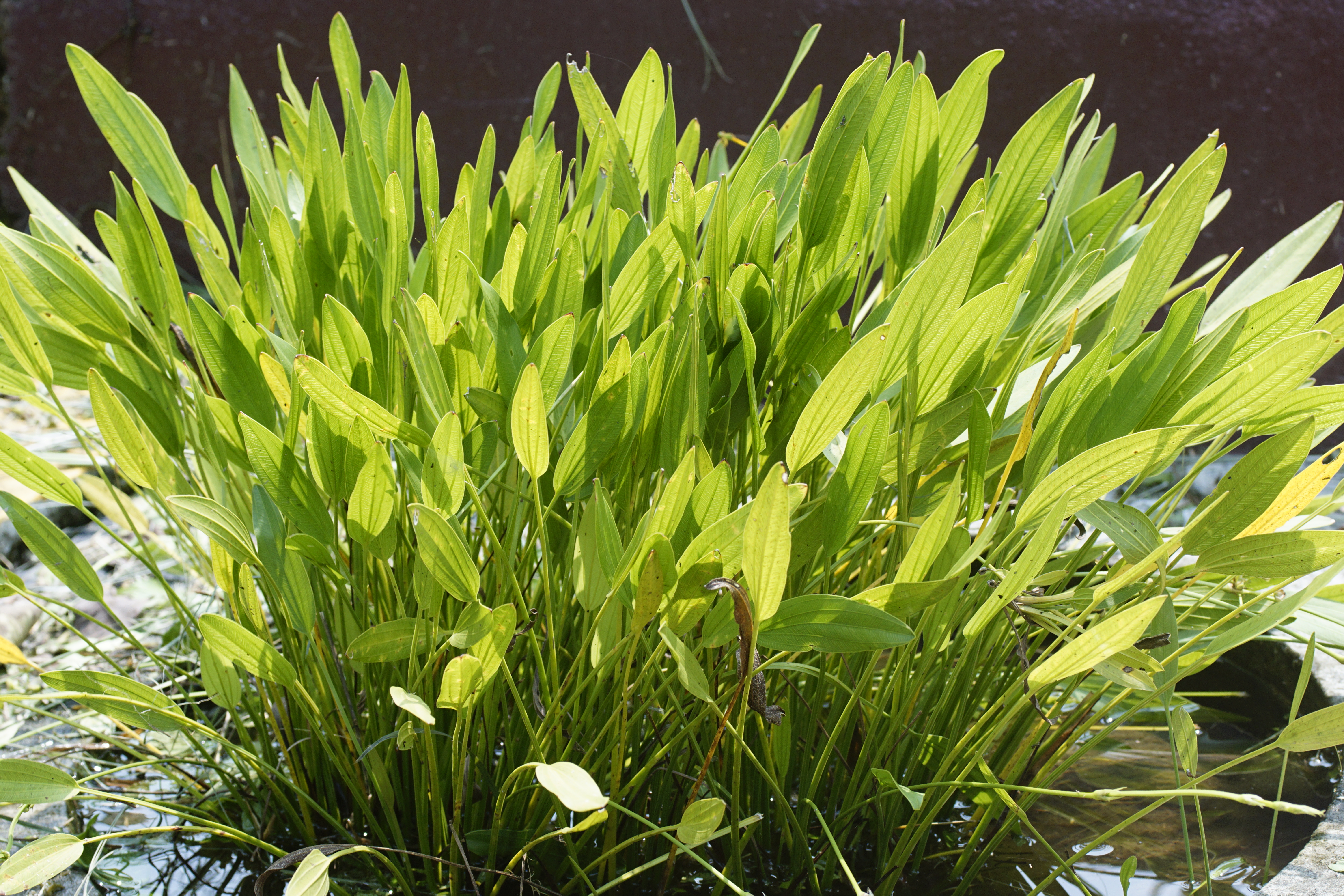
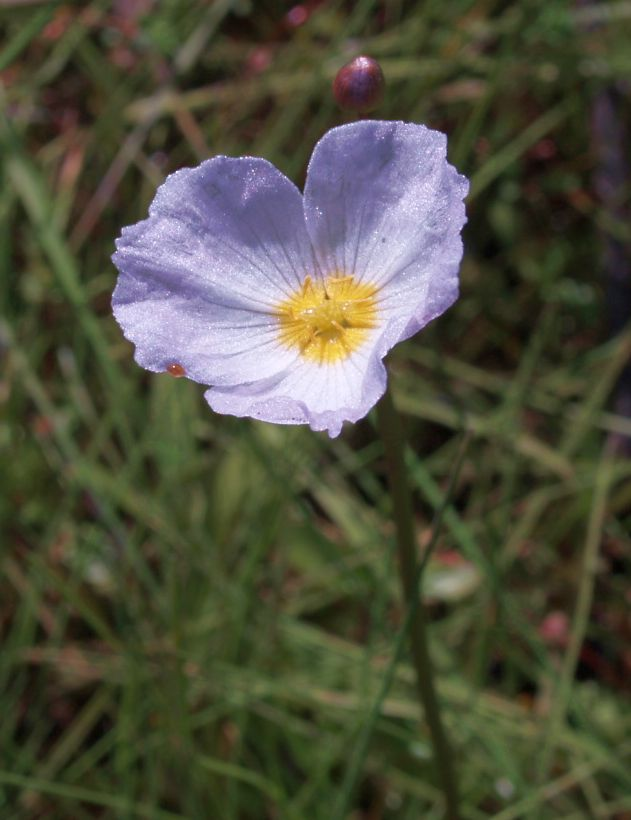
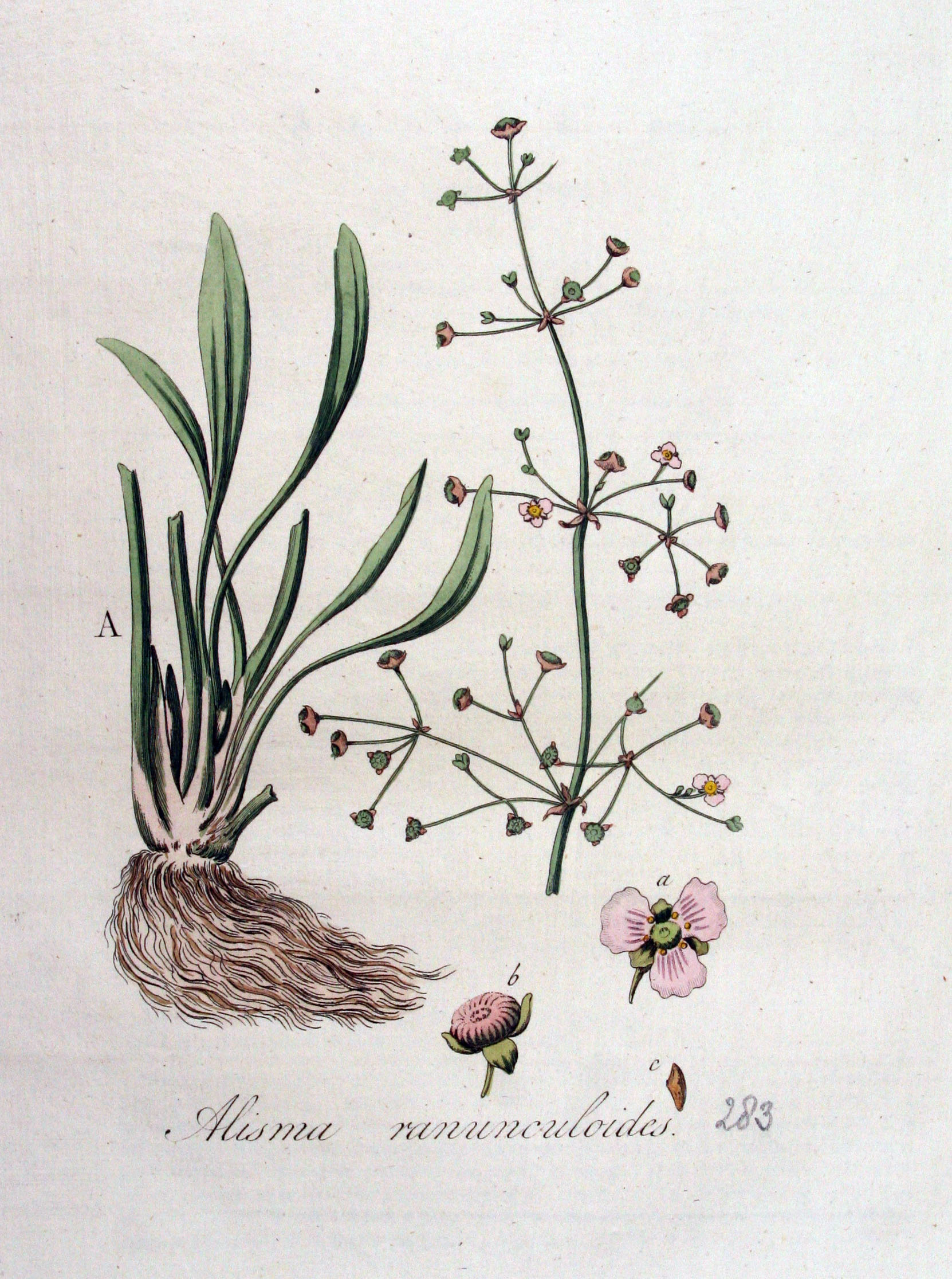